# Evan Mobley
Evan Mobley (San Diego, 18 juni 2001) is een Amerikaans basketballer.

## Carrière
Mobley speelde collegebasketbal voor de USC Trojans van 2020 tot 2021. Hij stelde zich kandidaat voor de NBA-draft van 2021 en werd gekozen als derde in de eerste ronde door de Cleveland Cavaliers. Hij speelde 69 wedstrijden in zijn eerste seizoen en alle wedstrijden als starter. Aan het eind van het seizoen werd hij verkozen tot NBA All-Rookie First Team. In 2023 werd hij aan het einde van het seizoen verkozen tot NBA All-Defensive First Team. Iets dat hij herhaalde twee seizoenen later wanneer hij ook de NBA Defensive Player of the Year Award won.

## Privéleven
Zijn broer Isaiah Mobley is ook een profbasketballer.

## Erelijst
- NBA All-Rookie First Team: 2022
- NBA All-Defensive First Team: 2023, 2025
- NBA Defensive Player of the Year Award: 2025

## Statistieken

### Regulier seizoen
| Seizoen  | Team                | WG | WS | MPW  | 2P%  | 3P%  | FW%  | RPW | APW | SPW | BPW | PPW  |
| -------- | ------------------- | -- | -- | ---- | ---- | ---- | ---- | --- | --- | --- | --- | ---- |
| 2021/22  | Cleveland Cavaliers | 69 | 69 | 33,8 | 50,8 | 25,0 | 66,3 | 8,3 | 2,5 | 0,8 | 1,7 | 15,0 |
| Carrière | Carrière            | 69 | 69 | 33,8 | 50,8 | 25,0 | 66,3 | 8,3 | 2,5 | 0,8 | 1,7 | 15,0 |